# Дреново (Македонски Брод)
Дреново (мкд. Дреново) је насеље у Северној Македонији, у средишњем делу државе. Дреново припада општини Македонски Брод.

## Географија
Насеље Дреново је смештено у средишњем делу Северне Македоније. Од седишта општине, градића Македонски Брод, насеље је удаљено 10 km јужно.
Рељеф: Дреново се налази у области Порече, која обухвата средишњи део слика реке Треске. Дато подручје је изразито планинско. Село се налази изнад долине реке Треске, на северним падинама Бушеве планине. Надморска висина насеља је приближно 890 метара.
Клима у насељу је планинска због знатне надморске висине.

## Становништво
По попису становништва из 2002. године, Дреново је имало 33 становника.
Претежно становништво у насељу су етнички Македонци (100% према последњем попису).
Већинска вероисповест у насељу је православље.